# Нижний (Отрадненский район)
Нижний — упразднённый посёлок в Отрадненском районе Краснодарского края России. На момент упразднения входил в состав Благодарненского сельского округа. В 1997 посёлок исключен из учётных данных.

## География
Располагался на территории Отрадненского заказника, примерно в 1,7 км (по прямой) к юго-западу от окраины посёлка Урупский.

## История
Официально зарегистрирован как населённый пункт 24 сентября 1958 года.
Постановлением заксобрания Краснодарского края от 4 июля 1997 года № 683-П посёлок исключен из учётных данных.